# Стратфорд-апон-Эйвон
Стра́тфорд-апон-Э́йвон (англ. Stratford-upon-Avon — «Стратфорд-на-Эйвоне») — город в Средней Англии, расположенный на реке Эйвон. Стратфорд-апон-Эйвон находится в 35 км от крупнейшего города графства и второго по величине города страны Бирмингема и в 13 км от административного центра графства Уорика. Население города в 2001 году составляло 23 676 человек. Город известен как родина драматурга Уильяма Шекспира.

## История
Стратфорд был основан в 1196 году епископом Вустера на принадлежавших ему землях. Название происходит от староанглийского strǣt (street, улица) и ford (брод). В том же году Ричард I хартией даровал Стратфорду право еженедельно проводить ярмарки. В дальнейшем Стратфорд развивался как торговый город. В XV веке богатый купец Хью Клоптон, родившийся в окрестностях Стратфорда и ставший Лордом-мэром Лондона, провёл масштабные работы по благоустройству города: заменил деревянный мост через Эйвон на каменный, стоящий до сих пор, вымостил дороги, перестроил местную церковь, создал систему общественного призрения.
Начиная с середины XIX века в течение примерно ста лет во главе города стояла семья Флауэров. Богатство семье принесла пивоварня, основанная Эдвардом Фордхэмом Флауэром в 1832 году. Представители четырёх поколений семьи становились мэрами города, а пивоварня была одним из крупнейших предприятий. Чарльз Эдвард Флауэр профинансировал строительство Королевского шекспировского театра и в качестве мэра лично открыл его, а его потомок мэр Арчибальд Флауэр организовал его реконструкцию после пожара 1926 года.
Последние годы жизни в Стратфорде-на-Эйвоне провела Мария Корелли. Она потратила много сил и денег на восстановление исторического облика города, как он выглядел во времена Шекспира; в доме Корелли в Стратфорде сейчас находится Шекспировский институт.

## Театры

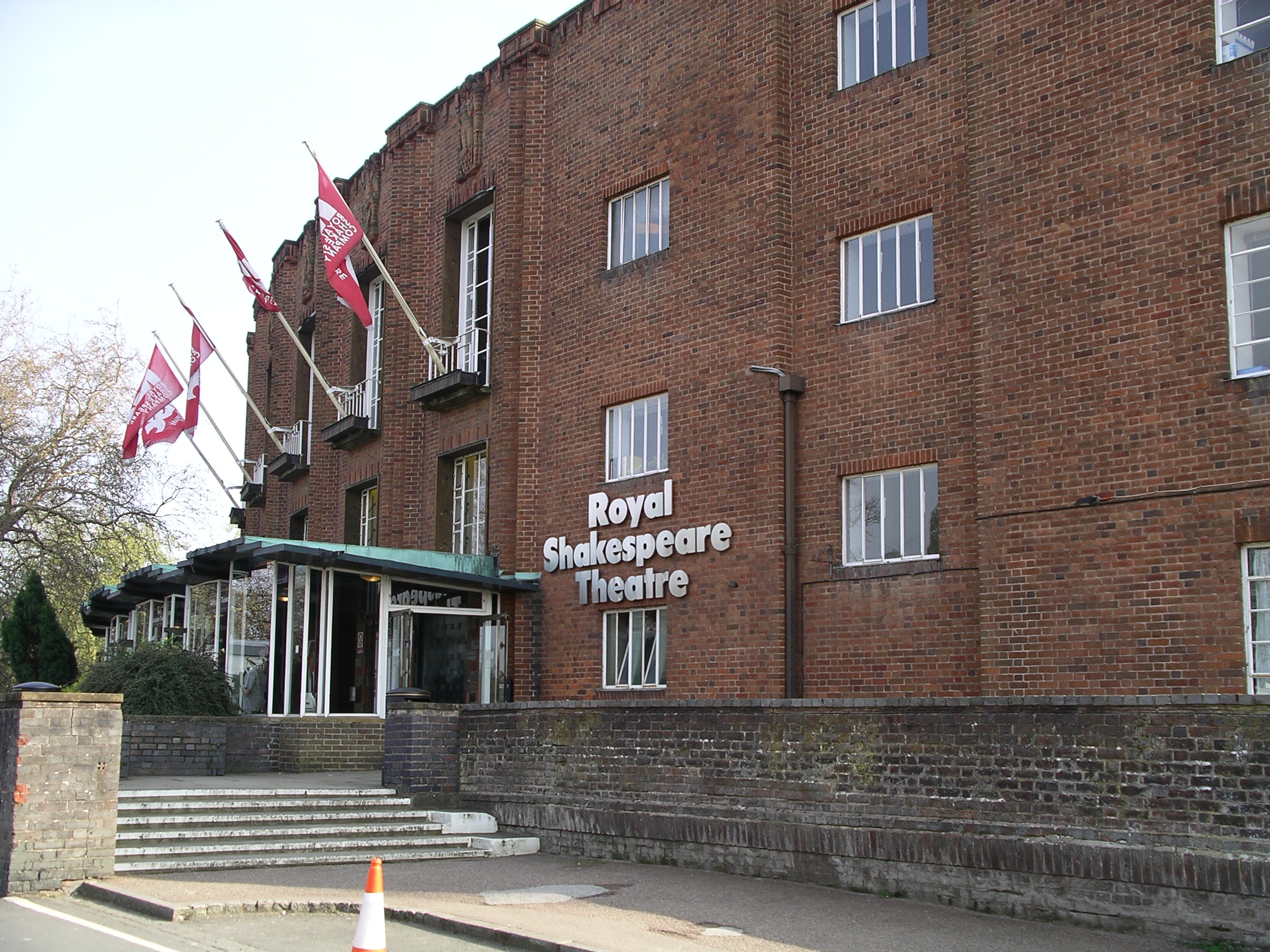
Королевский шекспировский театр

В 1769 году прославленный английский актёр Дэвид Гаррик решил провести в Стратфорде фестиваль, посвящённый Шекспиру. Он построил деревянное здание, которое простояло недолго и было смыто во время затяжного ливня. В начале XIX века рядом с принадлежавшим Шекспиру особняком был построен маленький театр под названием The Royal Shakespeare Rooms, но к 1860-м он был заброшен.
В 1864 году, к трёхсотлетию со дня рождения Шекспира, местный пивовар Чарльз Эдвард Флауэр построил ещё одно деревянное здание театра, которое было разобрано через три месяца. Примерно через десять лет он подарил муниципалитету несколько акров земли для возведения театра. В 1879 году был построен Королевский шекспировский театр. Театр сгорел в 1926 году, и для него на том же месте по проекту архитектора Элизабет Скотт было возведено новое здание, существующее до настоящего времени. На открытии театра в 1932 году присутствовал Принц Уэльский Эдуард.
Кроме Королевского театра, в Стратфорде действуют ещё два театра: Swan Theatre и Waterside Theatre.

## Города-побратимы
- Стратфорд (Коннектикут), США
- Стратфорд (Онтарио), Канада
- Доха, Катар
- Стратфорд, Новая Зеландия
- Пушкин, Россия